# Hadidah
Hadidah (tiếng Ả Rập: حديدة, cũng đánh vần Hadideh) là một thị trấn ở phía tây bắc Syria, một phần hành chính của Tỉnh Homs, nằm ở phía tây Homs và ngay phía đông biên giới với Liban. Các địa phương gần đó bao gồm Liftaya ở phía đông nam, Khirbet al-Hamam ở phía đông, Shin ở phía bắc, Mizyeneh và al-Huwash ở phía tây bắc, và al-Zarah và Talkalakh ở phía tây. Theo Cục Thống kê Trung ương Syria (CBS), Hadidah có dân số 2.544 người trong cuộc điều tra dân số năm 2004. Đây là trung tâm hành chính của Hadidah nahiyah ("cấp dưới") bao gồm 27 địa phương với dân số tập thể 25,998 vào năm 2004. Cư dân của thị trấn chủ yếu là Alawites.